# Athy (harpiste)
Pour la ville irlandaise, voir Athy.
Athy, de son vrai nom Atilio Adrián Matteucci, est un musicien, joueur de la harpe électrique et celtique, et compositeur argentin, connu aussi sous le nom de Athy, The Electric Harper. Le musicien est né à Ituzaingó, Buenos Aires, le 28 février 1984.

## Discographie
- 2005 : Solas an Anama / Luz del Alma, Kisur Records, Argentine.
- 2007 : Sabour a Tiershra; «Natural Way», Sonobook, Argentine /  (EAN 6036118010345).

## Matériel

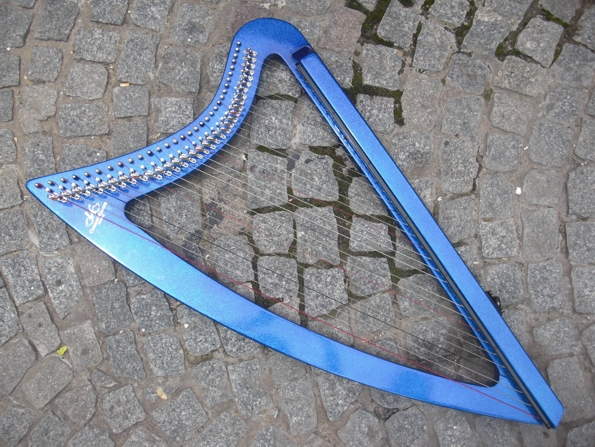
Une des harpes électriques d’Athy, construite spécialement pour lui par Les Harpes Camac, France.

- Electro 36 Mirror Black Finish, Les harpes Camac, France.
- DHC Blue Light Mirror Black, Les harpes Camac, France.
- DHC Blue Light, Les harpes Camac, France.